# After the Ball (песня)

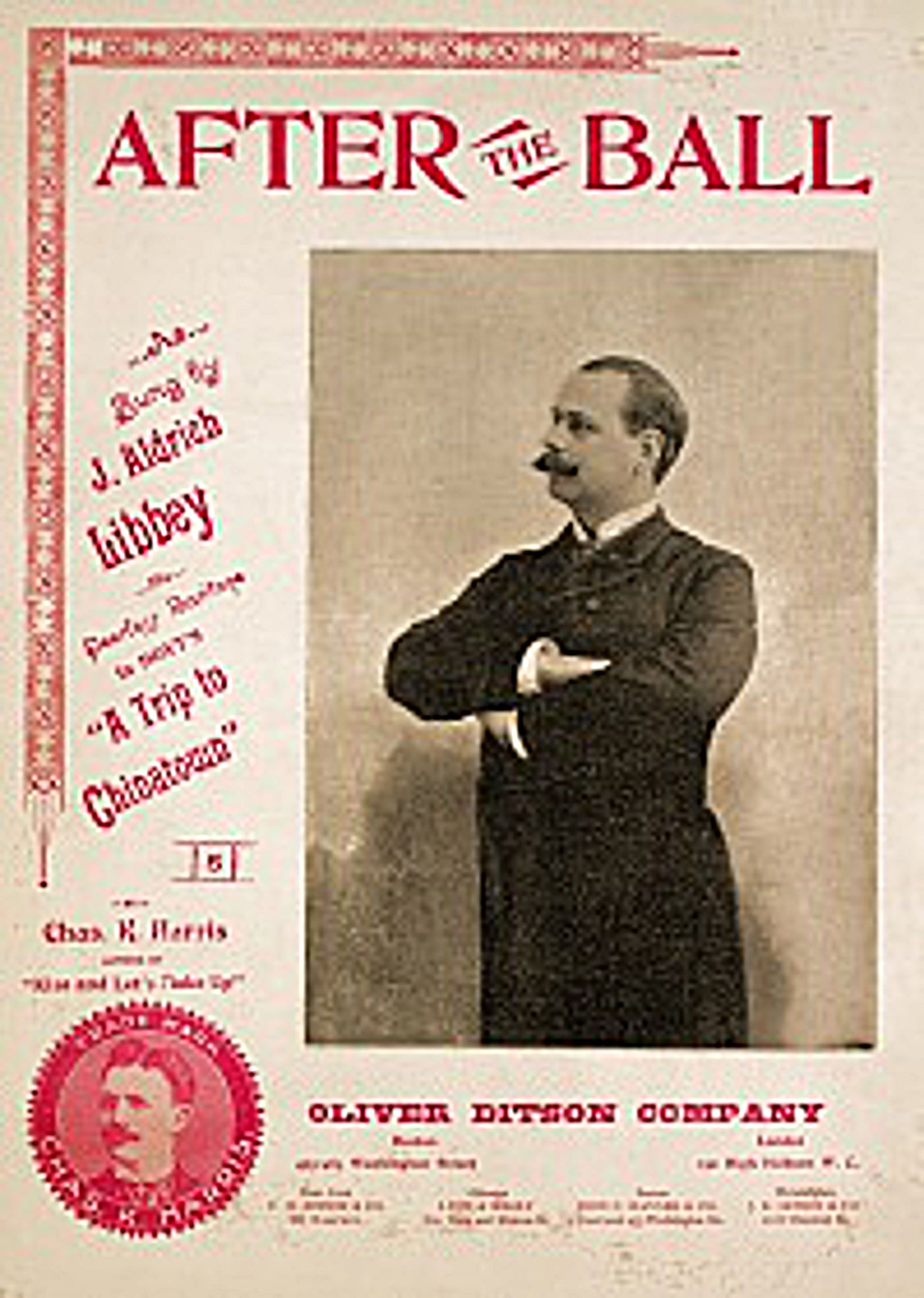
Обложка нот с портретом Чарльза К. Харриса

After the Ball (с англ. — «После бала») — популярная американская песня, написанная в 1891 году Чарльзом К. Харрисом. Песня представляет собой классический вальс на 3/4. Пожилой мужчина рассказывает своей племяннице, почему он так и не женился. Он увидел, как его возлюбленная целуется с другим мужчиной на балу, и отказался выслушать её объяснения. Много лет спустя, после того, как его возлюбленная умерла, он узнал, что тот мужчина был её братом.
«После бала» стала самой успешной песней своей эпохи, когда успех измерялся цифрами продаж нот. В 1892 году было продано более двух миллионов экземпляров нот с этой песней. Общее число проданных экземпляров нот превышает пять миллионов копий, что стало лучшим результатом в истории Tin Pan Alley. Песня является ярким примером жанра сентиментальной баллады, популярного до 1920 годов, темами которых часто становились дети, разлука или смерть.

## История
Песня впервые прозвучала в мюзикле Путешествие в китайский квартал, в котором её спел Дж. Олдрич Либби, а позже с большим успехом использована в мюзикле Show Boat в качестве примера музыки 1890-х, песню исполнила Норма Террис, причём в этот мюзикл авторы включили только первый куплет и припев. В экранизации мюзикла 1936 года, этот же фрагмент поёт Айрин Данн, и в киноверсии 1951 года — Кэтрин Грейсон.
Песня в исполнении Элис Фэй вошла также в биографический музыкальный фильм Лилиан Рассел 1940 года, а ранее — в фильм 1936 года Сан-Франциско. В сериал канала HBO Карнавал, второй эпизод первого сезона называется «После бала», и фрагмент песни звучит в конце эпизода.

## Текст песни
Verse 1

A little maiden climbed an old man’s knee,

Begged for a story — «Do, Uncle, please.

Why are you single; why live alone?

Have you no babies; have you no home?»

«I had a sweetheart years, years ago;

Where she is now pet, you will soon know.

List to the story, I’ll tell it all,

I believed her faithless after the ball.»

Refrain

After the ball is over,

After the break of morn -

After the dancers' leaving;

After the stars are gone;

Many a heart is aching,

If you could read them all;

Many the hopes that have vanished

After the ball.

Verse 2

Bright lights were flashing in the grand ballroom,

Softly the music playing sweet tunes.

There came my sweetheart, my love, my own -

«I wish some water; leave me alone.»

When I returned dear there stood a man,

Kissing my sweetheart as lovers can.

Down fell the glass pet, broken, that’s all,

Just as my heart was after the ball.

Repeat refrain

Verse 3

Long years have passed child, I’ve never wed.

True to my lost love though she is dead.

She tried to tell me, tried to explain;

I would not listen, pleadings were vain.

One day a letter came from that man,

He was her brother — the letter ran.

That’s why I’m lonely, no home at all;

I broke her heart pet, after the ball.

Repeat refrain

## Пародия
Популярность песни сделала её мишенью для пародий. Самая популярная такая:
After the ball was over, after the break of morn,

After the dancers' leaving, after the stars are gone;

Many a heart is aching, if you could read them all;

Many the hopes that have vanished, after the ball.

After the ball was over, Bonnie took out her glass eye,

Put her false teeth in the water, hung up her wig to dry;

Placed her false arm on the table, laid her false leg on the chair;

After the party was over, Bonnie was only half there!
Альтернативная пародия на стих 2 выше
After the ball was over, Bonnie took out her glass eye,

Put her false teeth in the basin, corked up a bottle of dye

Put her false leg in the corner, hung up her hair on the wall

And all that was left went to bye byes after the ball.

## Факты
В фильме «Шофер Мисс Дейзи» сама мисс Дейзи (ее играет Джессика Тэнди) поет припев из «После бала» в начале фильма.
В канадском телевизионном сериале Ветер в спину, Грейс Бейли (её играет Кэтрин Гринвуд) также поёт припев песни в эпизоде «Глупое сердце».
Брук Шилдс исполнила вторую половину припева в рекламе джинсов Кельвин Кляйн Calvin Klein в начале 1980-х годов.

## Избранные современные записи и аранжировки
- Nat King Cole on Those Lazy-Hazy-Crazy Days of Summer 1963
- The Kingsway Strings
- Lawrence Welk And His Orchestra 1957
- Orkest Frans Kerkhof 1960
- Frances Black with Arcady (band) Ireland, credited as «trad.» 1990
- Bob Crewe arranged Crewe 1967, covered by Danny Rivers South Africa 1967
- Bob Kames 1959
- Draaiorgel «De Pruik» 1960
- Guy Lombardo And His Royal Canadians 1950
- Anita Harris 1978